# Dexrazoxán
A dexrazoxán (INN: dexrazoxane) az antraciklin-kezelés kardiotoxikus mellékhatása elleni szer.  Az antraciklinek(en) (doxorubicin vagy epirubicin(en)) a rák elleni szerek egyik osztályát alkotják. A szív sejtjeire számos káros mellékhatásuk van.

## Működésmód
Az antraciklinek működésmódja nem teljesen tisztázott, de úgy tűnik, a Fe3+-ionokkal alkotott komplex vegyületük felelős a kardiotoxicitásért. A dexrazoxán kelátképző(en) vegyület, amely gátolja e komplex létrejöttét.
A dexrazoxán nem véd az antraciklinek más mellékhatásai ellen, ugyanakkor nem csökkenti azok rák elleni hatását.
A dexrazoxán másik hatása a topoizomeráz II(en) enzim gátlása.

## Adagolás
30 perccel a rák elleni szer előtt kell beadni, 15 percig tartó intravénás infúzióban. A dexrazoxán adagja tízszerese az epirubicin adagjának ill. 20-szorosa a doxorubicinénak.

## Készítmények
Magyarországon is forgalomban levő szerek:
- CARDIOXANE 500 mg por oldatos infúzióhoz
- CYRDANAX 20 mg/ml por oldatos infúzióhoz

Egyéb, a nemzetközi gyógyszerkereskedelemben forgalmazott szerek:
Önállóan:
- Desrazoxane
- Dyzoxane
- Razoxin
- Tepirone
- Troxozone

Hidrokloridsó formájában:
- Dexrazoxane
- Eucardion
- Totect
- Zinecard